# Justo Camacho
Justo Luis Pastor Camacho Larriva (Copiapó, 9 de junio de 1930-Santiago de Chile, 17 de febrero de 2023) fue un profesor, contador, locutor y presentador de televisión chileno.

## Biografía
Nació en Copiapó el 9 de junio de 1930, siendo sus padres Juan Manuel Camacho y Eva Rosa Larriva. En dicha ciudad desempeñó los inicios de su carrera laboral como profesor y contador.
Ingresó a Canal 13 a inicios de la década de 1960, en donde leyó algunos de los primeros informativos de la estación, pasando en 1963 a Canal 9, en donde se haría conocido por presentar el informativo Pantalla noticiosa y el magacín Chile TV. A partir de 1966 Camacho estuvo a cargo del microprograma ¿Cuánto sabe usted?, espacio con el cual sería recordado entre los televidentes chilenos; al mismo tiempo se desempeñaba como profesor y director en el Instituto Superior de Comercio N° 2.
Producto de la toma de Canal 9 en enero de 1973, Camacho formó parte del grupo de trabajadores que se alineó con la rectoría de la Universidad de Chile para lanzar el Canal 6 en junio del mismo año; en dicha estación fue presidente de la Asociación de Empleados. En la estación televisiva universitaria presentó Para usted señora, para usted señor y el informativo TeleU, y cuando la estación volvió a convertirse en Canal 9 —luego del golpe de Estado del 11 de septiembre de 1973— presentó el espacio  Chile: Tierra, Mar y Cielo.
Luego de su retiro de la televisión, en junio de 1984 Camacho fue fundador y director ejecutivo de la revista Cuerpo Diplomático, desempeñándose también como socio de la Asociación de Periodistas de Turismo de Chile (APTUR Chile). Falleció en su residencia en La Reina el 17 de febrero de 2023, siendo sepultado en el Cementerio Parque del Recuerdo.